# 關西本線

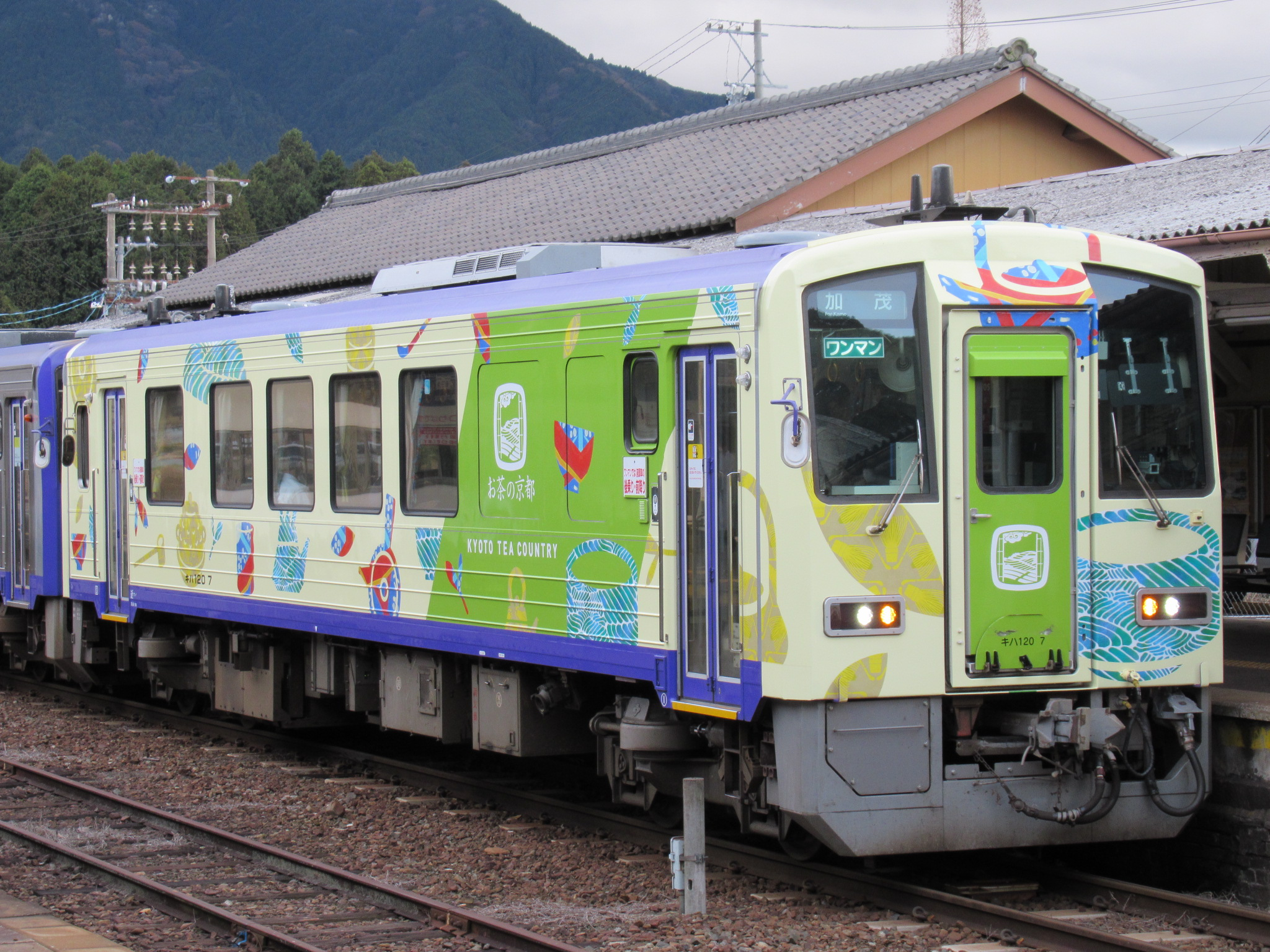
在柘植站停靠的Kiha 120型柴聯車「茶之京都號」
(2023年3月)

關西本線（日语：／ Kansai honsen */?）是一條連結愛知縣名古屋市中村區的名古屋站，途經龜山站、奈良站至大阪府大阪市浪速區的JR難波站的鐵路線（幹線）。名古屋站－龜山站間由東海旅客鐵道（JR東海）管轄（詳見關西線（名古屋地區）），龜山站－JR難波站間由西日本旅客鐵道（JR西日本）管轄。另外日本貨物鐵道（JR貨物）持有四日市站－鹽濱站間，平野站－百濟貨物總站間的貨物支線。

## 概要
柘植站－JR難波站間根據旅客營業規則列入「大阪近郊區間」，當中奈良站－JR難波站間位於電車特定區間、天王寺站－JR難波站間位於大阪環狀線內，路段以外也設定比近距離車費有較便宜的折扣。另外，JR東海管內名古屋站－四日市站間位於IC乘車卡「TOICA」地域，JR西日本管內在前述的大和路線路段位於「ICOCA」的近畿圈地域。
名古屋站－龜山站間由JR東海東海鐵道事業本部管轄（該段全線直轄），龜山站（構內除外）－JR難波站間由JR西日本近畿統括本部管轄（加茂站－JR難波站間由本部直轄，龜山站－加茂站間除兩端站外由該本部的大阪支社龜山鐵道部管轄）。
名古屋站－龜山站間的路線記號是CJ，龜山站－加茂站間是V，加茂站－JR難波站間是Q。

## 路線資料
- 管轄、路線距離（營業距離）：全長179.6公里（包括支線。名古屋站－JR難波站間是174.9公里）
  - 東海旅客鐵道（JR東海、第一種鐵道事業者）：
    - 名古屋站－龜山站間 59.9公里

  - 西日本旅客鐵道（JR西日本、第一種鐵道事業者）：
    - 龜山站－JR難波站間 115.0公里

  - 日本貨物鐵道（JR貨物）：
    - 第一種鐵道事業路段：
      - 四日市站－鹽濱站間 3.3公里
      - 平野站－百濟貨物總站間 1.4公里

    - 第二種鐵道事業路段：
      - 名古屋站－龜山站間（59.9公里）
- 軌距：1067毫米
- 站數：52個
  - 旅客站：50（包括起終點站，支線車站除外）
    - JR東海：18個
    - JR西日本：32個（龜山站除外）
      - 若只限屬於關西本線的旅客站，排除屬於東海道本線的名古屋站與屬於大阪環狀線的新今宮站[3]則為48個（JR東海17個，JR西日本31個）。

  - 貨物站：2個（旅客併設站除外）
- 複線路段：
  - 四線
    - 天王寺站－新今宮站間[4]（1.0公里）

  - 複線
    - 名古屋站－笹島信號場間
    - 彌富站－桑名站間
    - 朝明信號場－富田站間
    - 富田濱站－四日市站間
    - 南四日市站－河原田站間
    - 木津站－天王寺站間
    - 新今宮站－JR難波站間[4]
- 電氣化路段：名古屋站－龜山站間，加茂站－JR難波站間電氣化（直流電1500V）
- 閉塞方式：
  - 複線路段：複線自動閉塞式
  - 下述以外的單線路段：單線自動閉塞式
  - 龜山站－加茂站間：自動閉塞式（特殊）
  - 四日市站－鹽濱站間：Tablet閉塞式
- 保安裝置：
  - 名古屋站－龜山站間：ATS-PT
  - 龜山站－加茂站間：ATS-SW
  - 加茂站－王寺站間：ATS-P（據點P方式）與ATS-SW
  - 王寺站－JR難波站間：ATS-P（エンコーダー方式）
- 運轉指令所（日语：運転指令所）：
  - 名古屋站－龜山站：東海綜合指令所（日语：東海総合指令所）
  - 龜山站－加茂站：大阪綜合指令所（日语：大阪総合指令所）龜山指令所
  - 加茂站－JR難波站：大阪綜合指令所（日语：大阪総合指令所）
- 最高速度：
  - 名古屋站－河原田站間、奈良站－天王寺站間：120公里/小時
  - 河原田站－奈良站間、天王寺站－JR難波站間：95公里/小時
- 列車運行管理系統（日语：列車運行管理システム）：加茂站－JR難波站間… 大阪環狀、大和路線運行管理系統（日语：アーバンネットワーク運行管理システム）（SUNTRAS）

## 車站列表
（貨）是貨物專用站，除此以外的車站是◆、◇表示車站是貨物處理站（◇沒有定期貨物列車發着）。

### JR東海
此處只記載JR東海管轄的名古屋站－龜山站間的站名。接續路線、停車站等詳細資料參見「關西線 (名古屋地區)」。
名古屋◇－（笹島信號場）－八田－春田－蟹江－永和－（白鳥信號場）－彌富－長島－桑名－（朝明信號場）－朝日－富田－富田濱－四日市◆－南四日市◇－河原田－河曲－加佐登－井田川－龜山

### JR西日本

#### 龜山站－加茂站間
- 此路段只限普通列車運行（停靠所有車站）
- 全線單線，所有車站都可進行列車交會

| 中文站名     | 日文站名 | 英文站名 | 站間營業距離 | 累計 營業距離 | 累計 營業距離 | 接續路線                                        | 所在地 | 所在地          |
| 中文站名     | 日文站名 | 英文站名 | 站間營業距離 | 龜山起計      | 名古屋起計    | 接續路線                                        | 所在地 | 所在地          |
| ------------ | -------- | -------- | ------------ | ------------- | ------------- | ----------------------------------------------- | ------ | --------------- |
| 龜山         |          |          | -            | 0.0           | 59.9          | 東海旅客鐵道： 關西本線（名古屋方向）、紀勢本線 | 三重縣 | 龜山市          |
| 關           |          |          | 5.7          | 5.7           | 65.6          |                                                 | 三重縣 | 龜山市          |
| 加太         |          |          | 5.4          | 11.1          | 71.0          |                                                 | 三重縣 | 龜山市          |
| 中在家信號場 |          | /        | -            | 15.7          | 75.6          |                                                 | 三重縣 | 龜山市          |
| 柘植         |          |          | 8.9          | 20.0          | 79.9          | 西日本旅客鐵道： 草津線                         | 三重縣 | 伊賀市          |
| 新堂         |          |          | 6.2          | 26.2          | 86.1          |                                                 | 三重縣 | 伊賀市          |
| 佐那具       |          |          | 4.4          | 30.6          | 90.5          |                                                 | 三重縣 | 伊賀市          |
| 伊賀上野     |          |          | 4.0          | 34.6          | 94.5          | 伊賀鐵道：伊賀線                                | 三重縣 | 伊賀市          |
| 島原         |          |          | 7.3          | 41.9          | 101.8         |                                                 | 三重縣 | 伊賀市          |
| 月瀨口       |          |          | 3.0          | 44.9          | 104.8         |                                                 | 京都府 | 相樂郡 南山城村 |
| 大河原       |          |          | 4.0          | 48.9          | 108.8         |                                                 | 京都府 | 相樂郡 南山城村 |
| 笠置         |          |          | 5.4          | 54.3          | 114.2         |                                                 | 京都府 | 相樂郡笠置町    |
| 加茂         |          |          | 6.7          | 61.0          | 120.9         | 西日本旅客鐵道： 關西本線（大和路線 奈良方向）  | 京都府 | 木津川市        |

此路段的中間站（不包括兩端站）當中，伊賀上野站是JR西日本直營站，加太站是無人站，除此以外的中間站是簡易委託站。

#### 加茂站－JR難波站間
此處只記載站名。接續路線、停靠站等詳細資料參見「大和路線#車站列表」。
加茂－木津－平成山－（佐保信號場）－奈良－郡山－大和小泉－法隆寺－王寺－三鄉－河內堅上－高井田－柏原－志紀－八尾－久寶寺－加美－平野－東部市場前－天王寺－新今宮－今宮－JR難波

### JR貨物
| 中文站名               | 日文站名 | 營業距離 | 接續路線                                         | 所在地          | 所在地          |
| ---------------------- | -------- | -------- | ------------------------------------------------ | --------------- | --------------- |
| 四日市站－鹽濱站間     |          |          |                                                  |                 |                 |
| 四日市                 |          | 0.0      | 東海旅客鐵道：關西本線（本線）                   | 三重縣 四日市市 | 三重縣 四日市市 |
| （貨）鹽濱             |          | 3.3      |                                                  | 三重縣 四日市市 | 三重縣 四日市市 |
| 平野站－百濟貨物總站間 |          |          |                                                  |                 |                 |
| 平野                   |          | 0.0      | 西日本旅客鐵道：關西本線（本線）、片町線貨物支線 | 大阪府 大阪市   | 平野區          |
| （貨）西濟貨物總站     |          | 1.4      |                                                  | 大阪府 大阪市   | 東住吉區        |

### 廢除路段
貨物支線（1985年廢除）
四日市－四日市港
※作為四日市站的構外側線現存。
舊線（1907年廢除）
加茂－大佛－奈良
貨物支線（1984年廢除）
百濟－百濟市場
貨物支線（阪和貨物線、2009年廢除）
八尾－杉木町

### 廢站
( )內是以名古屋站起計的營業距離。
- 愛知（日语：愛知駅）：名古屋－八田間[5]（約0.6km）
- 桑名臨時停車場：桑名站－朝明信號場間，所在地是桑名市江場（約25.1km）
- 午起：富田濱－四日市間（35.8km）…只限三岐鐵道直通列車停靠
- 稻葉山臨時停車場：三鄉－河內堅上間（約151.5km）
- 龜瀨臨時停車場：三鄉－河內堅上間（約152.8km）
- 龜之瀨東口臨時停車場：三鄉－河內堅上間（151.7km）
- 龜之瀨西口臨時停車場：三鄉－河內堅上間（153.0km）
- 柏原臨時乘降場：高井田－柏原間（157.9km）
- 百濟（初代）：東部市場前－天王寺間（169.3km）

### 廢除信號場
( )內是以名古屋站起計的營業距離。
- 伏屋信號場：八田－春田間（6.2km）
- 揖斐川臨時信號場：長島－桑名間（21.9km）
- 都跡臨時信號場：平城山－佐保信號場間（約130.7km）
- 佐紀臨時信號所：佐保信號場－奈良間（約131.5km）
- 安堵信號所：大和小泉－法隆寺間（約143.5km）
- 藤井信號場：三鄉－河內堅上間（151.8km）
- 龍華操車場（日语：竜華操車場）：八尾－久寶寺間（163.9km）
- 正覺寺信號場（初代）：加美－平野間（166.9km）
- 正覺寺信號場（2代）：加美－平野間（167.4km）